# Matthaeus Pipelare
Matthaeus Pipelare (fl., circa 1450 – circa 1515) was een Brabantse polyfonist, componist en dirigent. Uit zijn naam hebben sommige wetenschappers menen te kunnen afleiden dat hij of zijn vader een stadsspeelman zou zijn geweest.

## Leven
Over Pipelare is niet veel bekend. Anders dan vele andere Vlaamse polyfonisten, van wie vele naar Italië, Spanje of elders zijn getrokken, schijnt hij nooit de Nederlanden te hebben verlaten. Men neemt aan, dat hij afkomstig was uit Leuven en geboren is tussen 1440 en 1455. Zijn naam komt in verschillende schrijfwijzen voor: Matheeuz Pippelaer, Mattheeussz Pypelair, Matheus Pipelare en als meester Matheus Pypelair. In het Regionaal Archief Dordrecht wordt vermeld dat Meester Matheus Pypelair op 5 november 1482 als koster van de Grote Kerk van Dordrecht wordt aangesteld, maar het is aannemelijk, dat hij daarnaast ook de functie van "zangmeester" heeft bekleed. Ook in een akte van 1 juli 1486 wordt hij genoemd. In die tijd werd de functie van koster vaak gecombineerd met een muzikale functie, zoals organist of zangmeester. In de rekeningen van de Illustre Lieve Vrouwe Broederschap in 's-Hertogenbosch staat hij als Matthaeus en als Mattheussen (dus als zoon van Matthäus) van 14 maart 1498 tot 1 mei 1500 in de functie van zangmeester vermeld. Waarschijnlijk kreeg hij van eind november 1499 tot halverwege januari 1500 verlof.
Men weet dat hij uit Antwerpen (stad) kwam, toen hij in 's-Hertogenbosch een betrekking kreeg. Naar alle waarschijnlijkheid is Pipelare dus voor korte tijd van Dordrecht naar Antwerpen gegaan.
Misschien heeft Pipelare in de jaren 1460 of 1470 in de stad Gent een ambt gehad, iets waar zijn Missa de Sancto Livino, op wijzen kan (de heilige Lieven is een van de Gentse patroonheiligen). Het valt op dat Pipelare zoals de uit Gent afkomstige Jacob Obrecht enkele missen heeft geschreven die van verschillende cantus firmi gebruikmaken.
Alphons Diepenbrock gaf de bijnaam Matthijs Pipelare wel eens aan Matthijs Vermeulen.

## Werken
Pipelare geldt als een buitengewoon begaafd en veelzijdig componist wiens werk naar het oordeel van Ornithoparchus uit de fontein van de kunst voortgesproten is. Hij beheerste elk genre met evenveel verve. Hij schreef in vrijwel alle vocale vormen van zijn tijd : missen, motetten en wereldlijke liederen in de talen van de Nederlanden. Instrumentale muziek is van hem niet bekend. De sfeer van zijn muziek varieert van lichte, wereldlijke liederen tot somber gestemde motetten, verwant aan die van zijn tijdgenoot Pierre de la Rue, getuigend van doorvoelde melancholie.
Vele manuscripten zijn tijdens de Tweede Wereldoorlog verloren gegaan, maar elf volledige missen bleven tot op heden bewaard, alsmede 10 motetten en 8 liederen. De liederen zijn zowel in het Frans als het Nederlands. Een van zijn missen is een vierstemmige zetting in cantus-firmusstijl met gebruikmaking van het populaire Bourgondische lied "L'homme armé". Deze stijl was toentertijd al ouderwets. De melodie wordt van stem tot stem verplaatst, maar ligt meestal in de tenor. Zijn "Missa Fors seulement" is gegrond op zijn eigen chanson, dat hij hier als cantus firmus aanwendt. "Memorare Mater Christi" is een zevenstemmig motet over de Zeven Smarten van de Heilige Maagd Maria; elk van de zeven stemmen vertegenwoordigt een andere "dolor". De derde van de zeven stemmen citeert het eigentijdse Spaanse villancico "Nunca fué pena mayor" (nooit was er groter smart) van de Nederlandse polyfonist Juan de Urrede (Johannes de Wreede (Brugge 1451 - 1482? Madrid)). Twee bijzondere karakteristieken van zijn composities zijn het rijkelijk aanwenden van gesyncopeerde ritmes en sequenzen.

### Missen
- Missa de feria
- Missa Dicit Dominus: Nihil tuleritis in via
- Missa de Sancto Livino
- Missa Fors seulement
- Missa Joannes Christi care / Ecce pier meus (fragmentarisch overgeleverd)
- Missa L'homme armé
- Missa Mi-mi
- Missa Omnium carminum (alleen Altus en Bassus bleven behouden)
- Missa sine nomine (I); Missa sine nomine (II)
- Missa (achtstemmig, in Wereldoorlog II vernield)
- Credo de Sancto Joanne evangelista

### Motetten
- Ave castissima (alleen van een tekstincipit voorzien)
- Ave Maria... virgo serena (Contratenor II beschadigd, maar gereconstrueerd)
- Hic est vere martyr (alleen als tabulatuur bewaard gebleven)
- Magnificat im 3. Ton
- Memorare mater Christi (zevenstemmig, cantus firmus ontleend aan Nunca fué pena major van Johannes Urreda)
- Salve regina
- Virga et baculus tuus (vermoedelijk een fragment van een verloren gegane mis)

### Wereldlijke werken
- Een vrolic wesen
- Fors seulement (I)
- Fors seulement (II)
- Ic weedt een molenarinne
- Morkin ic hebbe (alleen voorzien van een tekstincipit)
- Vray dieu d'amours (in twee varianten overgeleverd)

- Biblioteca Nacional de España: XX1758240
- Bibliothèque nationale de France: cb14806422z (data)
- Gemeinsame Normdatei: 121885976
- International Standard Name Identifier: 0000 0001 1025 925X
- Library of Congress Control Number: n82101116
- Nationale Bibliotheek van Letland: 000049935
- MusicBrainz: 719fc428-9961-45ac-a292-7452170b4ad0
- Nationale Bibliotheek van Tsjechië: mzk2014830403
- Nationale Bibliotheek van Israël: 987007332186005171
- Nederlandse Thesaurus van Auteursnamen: 189559373
- SNAC: w6hq43rb
- Système universitaire de documentation: 164176144
- Virtual International Authority File: 44566257
- WorldCat: E39PBJtRJbtH3gH9ypWXDqhvHC